# Woo In-hee
Woo In-hee (en coreano: 우인희; c. 1940 - 1981) fue una actriz norcoreana.
Alcanzó el estrellato como actriz en las décadas de 1960 y 1970, y actuaría en docenas de películas. Se casaría con Yoo Ho-sun, un famoso director de cine, pero estuvo involucrada en asuntos fuera de su matrimonio, incluyendo una relación secreta con Kim Jong-il.

## Biografía

### Primeros años
Woo nació en Kaesong. No se sabe con exactitud su año de nacimiento, aunque se especula que pudo nacer entre finales de los años 30 y principios de los años 40. Trabajó durante la guerra de Corea. Siendo bailarina, fue llevada a Pionyang para convertirse en actriz.
Woo tenía una buena apariencia, y fue llegada a ser llamada como la mujer más bella de Corea del Norte.

### Carrera
Después de pasar solo un año en Pionyang, Woo recibió el papel principal en La Historia de Chunhyang, ganándose un estrellato instantáneo. Ella pronto actuaría en docenas de películas exitosas. Su carrera florecería durante las décadas de los años 60 y 70. Asimismo, ganaría docenas de premios, y se le otorgó el prestigioso título de Actriz del Pueblo.
Sus hazañas atrajeron el interés personal y la atención de Kim Jong-il. Como gesto de confianza, le dieron un permiso extraordinario para viajar a Checoslovaquia y estudiar actuación allí.

### Matrimonio
Al regresar de Checoslovaquia, Woo se casó con Yoo Ho-sun, el director más talentoso del país. Ambos tuvieron tres hijos. Sin embargo, comenzó relaciones con otros hombres en la década de 1970, lo que arruinaría su reputación. Su primera relación extramarital fue con un miembro de un equipo de camarógrafos. Otros también eran personas involucradas en la industria cinematográfica.
A finales de esa década, los rumores se habían extendido, hasta llegando al punto de que sus colegas la confrontaron directamente. En una sesión de crítica mutua, la acusarían de adulterio, pero Woo reaccionó con desafío, señalando que sus acusadores eran, de hecho, hombres que habían iniciado relaciones con ella y, por lo tanto, adúlteros. 
Su carrera se arruinó, ya que pronto fue despojada de su título de Actriz del Pueblo y, en lugar de actuar, tuvo que atender la caldera del estudio cinematográfico durante un año, un trabajo peligroso con turnos de 12 horas. En 1979, de forma repentina, se le permitió regresar a la actuación e incluso se le dieron algunos papeles principales.

### Aventura con Kim Jong-il
Woo comenzó una aventura con Kim Jong-il. No se sabe con certeza cuándo comenzaron su noviazgo, aunque se indica que tuvo lugar en algún momento a finales de la década de 1970. En ese momento se filmaba Unknown Heroes y su esposo Yoo Ho-sun actuó en la película. Es posible que Kim y Woo hayan cortejado durante años antes de la caída en desgracia de Woo, o que su ruina haya permitido que Kim inicie una relación a cambio de permitirle volver a actuar. Kim hizo que un compañero actor la siguiera y le informara sobre sus actividades. Aquella relación era confidencial y fue ocultada a todos, incluido el esposo de Woo, Yoo Ho-sun.
Después de Kim, Woo se enamoró de un joven zainichi coreano que había venido a Corea del Norte para trabajar en una estación de radio. La pareja no pudo reunirse en público, por lo que se encontraron conduciendo durante horas en el Mercedes del hombre. En el invierno de 1980, después de tal viaje, fueron encontrados en el automóvil sufriendo una intoxicación por monóxido de carbono, causada por el motor que seguía en funcionamiento, mientras las ventanas del vehículo estaban cerradas para mantener el frío afuera. El hombre murió, mientras que Woo tuvo que pasar dos semanas recuperándose en un hospital. Mientras la interrogaban por la muerte, mencionó a Kim Jong-il.

## Ejecución
Kim Jong-il pudo haber ejecutado a Woo por traicionarlo y hablar sobre su relación secreta.
En 1981, le dijeron a Woo que podría irse, sin embargo, la llevarían al campo de tiro de la Academia Militar Kang Kon, ubicado alnorte de Pionyang. Fue atada a un poste y fue fusilada, frente a seis mil personas, incluyendo a su esposo Yoo Ho-sun. Kim anuló el matrimonio de Woo y Yoo y obligó a este último a terminar Unknown Heroes.
El nombre y la imagen de Woo fueron eliminados de revistas y catálogos de películas. Así mismo, sus escenas en las películas en las que había actuado fueron eliminadas, haciendo que sus tramas fueran incomprensibles. Aunque a los testigos de su ejecución se les dijo que no hablaran de lo que habían visto, el incidente es ampliamente conocido en Corea del Norte.

## Legado
A inicios de 1998, KBS 2 estrenaría la serie Hasta que florezca la azalea, basada en un ensayo de la desertora norcoreana Shin Young-hee. La serie dramatiza su vida en el país, la ejecución de Woo y su deserción a Corea del Sur. Dicha serie fue recibida muy negativamente por el gobierno norcoreano, y amenazó con asesinar al personal y bombardear la sede de Korean Broadcasting System, si dicha serie se emitiera.
Aunque la serie fue prohibida en el país, fue difundida de forma clandestina, y hubo personas que fueron castigadas y ejecutadas por verla.

## Filmografía
- La historia de un comandante de destacamento.[1]
- La ciudad donde vivimos.[1]
- La chica de la montaña del diamante.[1]

## Otras obras
- Chunhyangjeon.[1][a]

## Nota
1. 1 2  Una película poco probable, ya que la primera película norcoreana del cuento popular tradicional no se hizo hasta 1980,[2] y ésta fue la primera aparición importante en la carrera de Woo que alcanzó su punto máximo en las décadas de 1960 y 1970.[1][3]

### Obras citadas
- Fischer, Paul (2016). A Kim Jong-Il Production: Kidnap, Torture, Murder… Making Movies North Korean-Style. London: Penguin Books. ISBN 978-0-241-97000-3.
- Jung Sung-san (2017). "The Death of Screenwriter Lee Jin-woo". Now We Can Speak: Violation of Freedom of Expression in North Korea: A Collection of Personal Accounts. Translated by Bax, Martin. North Korean Writers in Exile PEN Center. GGKEY:7KU4G1K0Y1R.

## Lectura adicional
- Kanghwal Kang (15 de enero de 2001). 영화배우 우인희 총살사건(북한판 정인숙사건). [Movie Actor Woo In-hee Shot (North Korean Version of the Chung In-suk Case)]. The Chosun Ilbo (in Korean).
- Kim Ju-won (3 de enero de 2017). 우인희 처형사건의 진실 [The Truth of the Case] (in Korean). Radio Free Asia.
- Lim Young-sun (1996). 인민배우 우인희 [People's Actress Woo In-hee] (in Korean). Hanguk Kwangbo. ISBN 978-89-85339-10-0.
- Park Seung-min. 김정일 생모「김정숙 배역」의 전 북한 공훈 여배우, 주순영씨 인터뷰(2) [Former North Korean Actor Kim Jong-il's 'Kim Jong-suk' Role: Interview with Joo Soon-young (2)]. Sisareport (in Korean).
- Joo Sungja (4 de abril de 2014). 공개총살된 북한 최고미인 우인희 모습 최초 공개 (56) [The first public appearance of Woo In-hee]. Nambuk Story (in Korean). Donga.

- Datos: Q43292754